# Orthogeomys dariensis
Espèce
Statut de conservation UICN

 LC  : Préoccupation mineure
Orthogeomys dariensis est une espèce de rongeurs de la famille des géomyidés. Une famille de petits mammifères appelés gaufres ou rats à poche, c'est-à-dire à larges abajoues.
L'espèce a été décrite pour la première fois en 1912 par Edward Alphonso Goldman (1873-1946), mammalogiste américain.